# Neuville (Quebec)
Neuville é uma cidade localizada na província de Quebec no Canadá.